# امین‌آباد (ری)

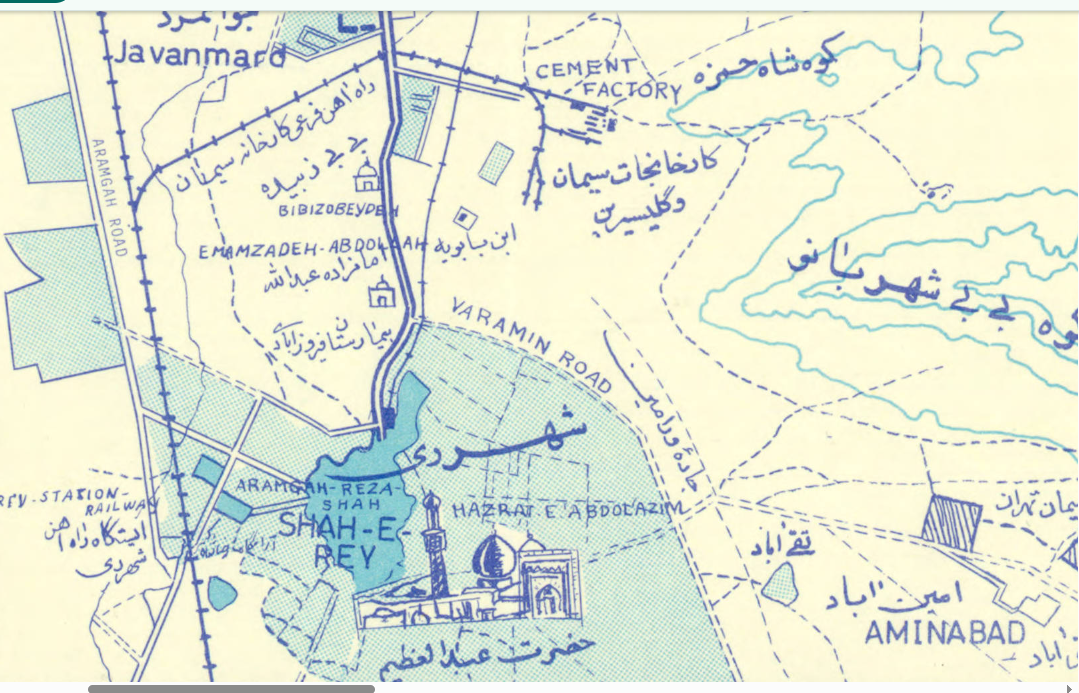
امین آباد (راست پایین) در نقشه شهر ری و حومه در سال ۱۳۴۶ خورشیدی

امین آباد روستایی در ۶ کیلو متری شرق شهرری که شامل سه بخش .حسین آباد .امین آباد. حاجی اباد( حاجی آباد بالا-- حاجی اباد پایین ) می باشد.  با قدمت  ۲۰۰۰ سال که در قدیم به نام  جییل آباد  بوده است.
امین  آباد در تقسیمات  جدید کشوری از  ری مستقل شد  وبه روستا  تبدیل شد.

## صنایع
وجود  کارخانه  سیمان تهران - کارخانه پریفاب - صبا باتری - دانشکده دامپزشکی- بازار پروتین جدید که بجای کارخانه  چای قدیم  در مرحله  اه انداری  ست  و کارخانه  آجر نسوز جنبه  صنعتی و وجود بزرگترین  بیمارستان  روانی  خاورمیانه (بیمارستان  رازی) این  روستا  را  به مکانی منحصر بفرد  تبدیل  نموده است.

## امکان تاریخی
وجود برج  اینانچ  - زیارتگاه بی بی شهربانو -  جنبه تاریخی  و سیاحتی این روستا را شاخص کرده است.  
امین آباد  در واقع  یکی از ورودی های  ری باستان بوده  .  طبق تحقیقاتی که  در کتاب  ری باستان  آمده .این محل  یکی از  پاسگاههای ورودی ری  یاستان بوده  وکاروانهایی که در طول جاده  ابریشم از شرق  به  ری  میرسیدن  میبایست  . در این  محل  باز رسی واجازه  ورود  میگرفتن.

## جمعیت
بر پایه سرشماری عمومی نفوس و مسکن در سال ۱۳۹۵ جمعیت این مکان ۷٬۷۷۸ نفر (۲٬۱۶۶خانوار) بوده‌است.

## بیمارستان
در این محله بیمارستان روانی رازی (امین‌آباد) واقع شده است